# Maulaj Raszid (sułtan)
Maulaj Raszid (arab. الرشيد بن علي الشريف = Ar-Raszid ibn Ali asz-Szarif, ur. 1631 w Ar-Risani, zm. 9 kwietnia 1672 w Marrakeszu) – pierwszy sułtan Maroka z dynastii Alawitów, syn Maulaja Alego asz-Szarifa, władcy Tafilalt. 

## Życiorys
Maulaj Raszid doszedł do władzy w regionie Tafilalt w południowym Maroku po obaleniu i zabiciu swojego brata Muhammada. Maroko pogrążone było wówczas w chaosie, anarchii i walkach o władzę od czasu, kiedy w 1603 roku zmarł sułtan Ahmad I al-Mansur z dynastii Saadytów. Dynastia ta podzieliła się wówczas na dwie linie, panujące w Fezie i Marrakeszu i sprawujące tylko lokalną władzę, podczas gdy resztą kraju rządzili lokalni wodzowie plemion i przywódcy bractw islamskich. Jednym z potężniejszych bractw było bractwo Dila, które w 1664 roku – kiedy Maulaj Raszid obejmował władzę w Tafilalt – kontrolowało już północne tereny Maroka i dążyło do przejęcia kontroli nad resztą kraju. Jeszcze w tym samym 1664 roku Maulaj Raszid zdołał jednak wygrać decydujące starcie z bractwem w okolicach Meknesu, a w 1666 roku udało mu się podporządkować sobie miasto Fez. Chociaż bractwo funkcjonowało jeszcze przez dwa lata, po zwycięstwie w Fezie Maulaj Raszid był już powszechnie uznawany za władcę całego Maroka. Mimo to, aż do nagłej śmierci po upadku z konia w 1672 roku, sułtan zajęty był potyczkami z drobnymi plemionami w kraju. Po śmierci sułtana na tron wstąpił jego brat Maulaj Ismail.

## W kulturze
Maulaj Raszid jest ważną postacią w filmie Angelika i sułtan. W rolę tę wcielił się Aly Ben Ayed.